# Beliji járás

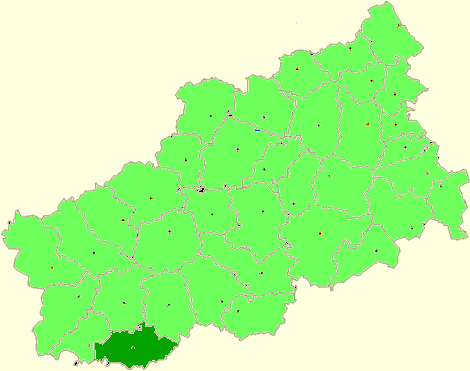
A Beliji járás a Tveri területen

A Beliji járás (oroszul Бельский район) Oroszország egyik járása a Tveri területen. Székhelye Belij.

## Népesség
- 1989-ben 10 005 lakosa volt.
- 2002-ben 8 125 lakosa volt.
- 2010-ben 6 582 lakosa volt, melyből 6 177 orosz, 59 cigány, 33 ukrán, 12 tatár stb.